# روباه پرنده بونین
روباه پرنده بونین (نام علمی: Pteropus pselaphon)، همچنین به عنوان خفاش میوه‌خوار بونین شناخته می‌شود، گونه‌ای از روباه پرنده از خانواده خفاش‌های میوه‌خوار است. این گونه بومی در چهار جزیره (چیچیجیما، هاهاجیما، ایوو جیما شمالی و ایوو جیما جنوبی) از گروه جزایر بونین، ژاپن است. زیستگاه طبیعی آن جنگل‌های نیمه‌گرمسیری است. نابودی زیستگاه آن را تهدید می‌کند.